# République batave
19 janvier 1795- – 5 juin 1806
(11 ans, 4 mois et 17 jours)
Entités précédentes :
- Provinces-Unies

Entités suivantes :
- Royaume de Hollande

La République batave (en néerlandais : Bataafse Republiek) était l'État successeur de la république des Provinces-Unies. Elle fut proclamée le 19 janvier 1795 et s'acheva le 5 juin 1806, avec l'accession de Louis Bonaparte au trône néerlandais. À partir d'octobre 1801, elle fut connue en néerlandais sous le nom de Bataafs Gemenebest (litt. « Communauté batave »). Les deux noms font référence au peuple germanique des Bataves, représentant à la fois l'ascendance néerlandaise et leur ancienne quête de liberté dans leur tradition nationaliste.
Au début de 1795, l'intervention de la France entraîna la chute de l'ancienne République des Provinces-Unies. La nouvelle République bénéficia d'un large soutien de la part de la population néerlandaise et fut le produit d'une véritable révolution populaire. Cependant, elle a été fondée avec le soutien armé des forces révolutionnaires françaises. La République batave est devenue un État client, la première des « républiques sœurs », puis une partie de l'Empire français de Napoléon.
La politique de la République batave a été profondément influencée par les Français, qui ont soutenu pas moins de trois coups d'État, pour porter au pouvoir les différentes factions politiques que la France favorisa à différents moments de son propre développement politique. Néanmoins, le processus de création d'une Constitution néerlandaise écrite a été principalement motivé par des facteurs politiques internes et non par l'influence française, jusqu'à ce que Napoléon obligea le gouvernement néerlandais à accepter son frère, Louis Bonaparte, comme monarque.
Les réformes politiques, économiques et sociales qui ont été apportées pendant la durée relativement courte de la République batave eurent un impact durable. La structure fédérale de l'ancienne république des Provinces-Unies a été définitivement remplacée par un État unitaire. Pour la première fois dans l'histoire des Pays-Bas, la Constitution adoptée en 1798 avait un caractère véritablement démocratique.
Pendant un certain temps, la République a été gouvernée démocratiquement bien que le coup d'État de 1801 ait mis au pouvoir un régime autoritaire, après une autre modification de la Constitution. L'influence de cette période démocratique a facilité la transition vers un gouvernement plus démocratique en 1848 (la révision constitutionnelle de Johan Rudolf Thorbecke limitant le pouvoir du roi). Un gouvernement de type ministériel a été introduit pour la première fois dans l'histoire des Pays-Bas et de nombreux départements gouvernementaux actuels datent de cette période.
Bien que la République batave ait été un État client de la France, ses gouvernements successifs ont tenté de maintenir une certaine indépendance et de servir les intérêts néerlandais, même lorsqu'ils se heurtaient aux intérêts français. Ce conflit d'intérêts conduisit à la disparition de la République, lorsque la courte expérience du grand-pensionnat de Rutger Jan Schimmelpenninck s'avéra insatisfaisante pour Napoléon. Le roi suivant, Louis Bonaparte, refusa également de suivre les diktats français, ce qui a finalement conduit à sa chute en 1810, lorsque le territoire a été annexé à l'Empire français.

## Fondation

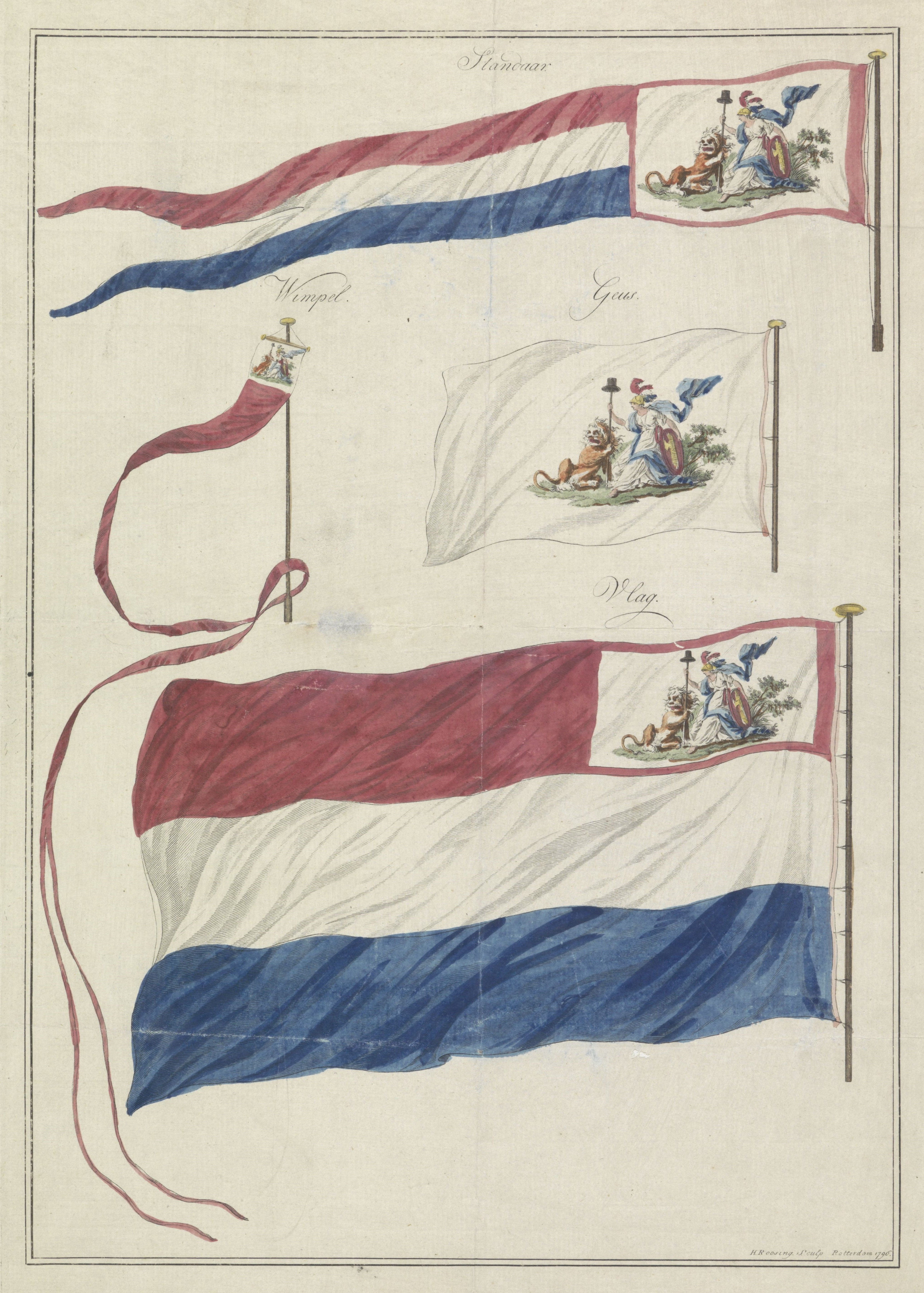
Drapeau et fanion de la République batave.

La République batave est l'aboutissement d'un mouvement révolutionnaire entamé dès les années 1780, marqué par les Lumières et la révolution américaine. Les élites urbaines, réunies sous l'appellation de « patriotes », et les régents s'opposent au stathouder, Guillaume V d'Orange-Nassau, qu'ils soupçonnent de vouloir transformer la république des Provinces-Unies en monarchie. Cette Révolution batave se déroule en deux temps : une première révolte écrasée en 1787, puis la fuite du stathouder à la suite de l'invasion du pays par les troupes françaises en janvier 1795.
Le 1er février 1793, la Convention française déclare la guerre à la Grande-Bretagne et aux Provinces-Unies. À la fin de décembre 1794 et au début du mois de janvier, les troupes françaises commandées par le général Pichegru traversent les bras gelés de la Meuse et du Rhin. Les comités révolutionnaires se soulèvent dans les grandes villes. Guillaume V est poussé à l'exil en Angleterre le 18 janvier et le même jour, le comité d'Amsterdam prend le contrôle de la municipalité de la ville « au nom de la République batave ».

Drapeau naval

Arrivés en libérateurs, les Français se comportent bientôt en occupants et le Comité de salut public refuse de reconnaître la nouvelle république tant qu'elle n'aura pas signé avec lui un traité de paix. Les négociations sont tendues entre les envoyés bataves Jacob Blauw et Caspard Meijer et la commission française composée de Merlin de Douai, Reubell et Sieyès, si bien que Reubell et Sieyès sont envoyés à La Haye à la fin du mois d'avril pour négocier directement avec les états généraux bataves. Ces négociations aboutissent au traité de La Haye, signé le 16 mai. Il prévoit une alliance offensive et défensive, la cession de la Flandre zélandaise, Maastricht et Venlo, ainsi que l'entretien d'une armée française de 25 000 hommes et une contribution de 100 millions de florins, somme énorme destinée à renflouer les caisses de la République française.

## Centralisme ou fédéralisme?

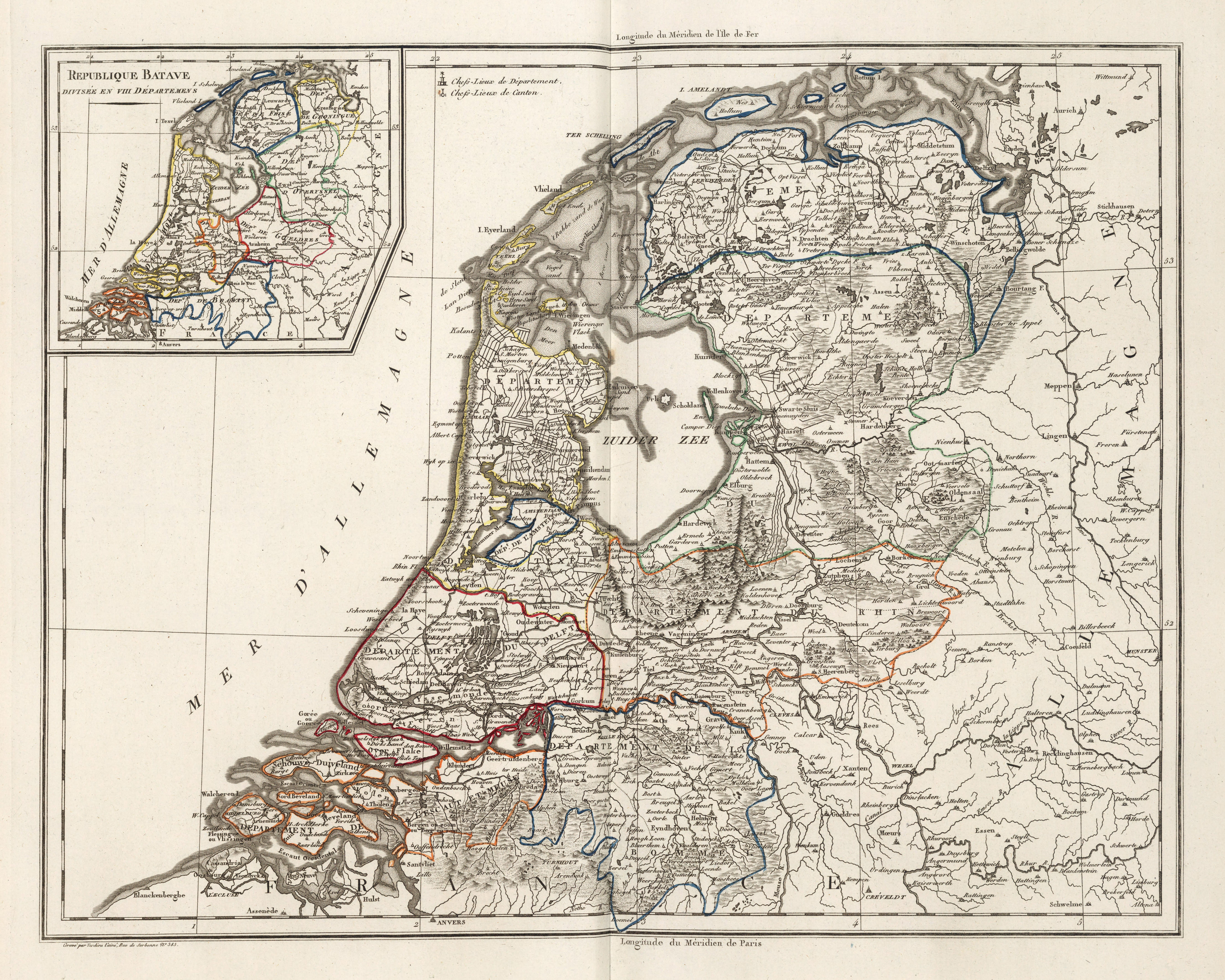
XII République batave carte, 1804

Au sein des états généraux et dans la classe politique batave, les patriotes se divisent sur la question du type de régime à adopter, entre « unitaristes » — partisans d'un État centralisé — et les « fédéralistes » — partisans de légères modifications de l'union d'Utrecht, considérée comme la constitution des Provinces-Unies. Le parti unitaire, parfois appelé les jacobins, est emmené par des hommes comme Pieter Paulus, Pieter Vreede, Alexander Gogel ou le général Daendels. Ces divisions se traduisent dans la géographie, les provinces de Hollande et Zélande étant pour une constitution unitaire, les provinces de Frise ou de Gueldre étant favorables à une constitution fédérale.
Si ces différences sont dictées par l'idéologie, inspirée par la Révolution française d'une part et par la tradition néerlandaise de l'autre, elles peuvent toutefois être dictées par pragmatisme. L'unité de la république suppose en particulier l'amalgame des dettes des provinces. Or la dette de la Hollande atteint 454 millions de florins, soit 70 % de la dette de l'ensemble des provinces. À titre de comparaison, la dette du Brabant (qui jusque-là n'était pas une province à part entière, de même que Drenthe) est de moins de 2 millions. Les provinces ont donc des intérêts tout à fait différents qui trouvent leur écho dans la question du caractère unitaire ou fédéraliste de la république.
La première chose est de remplacer les états généraux pour établir une constitution. Là encore, les représentants s'affrontent sur le type d'assemblée à convoquer. Faut-il convoquer de nouveaux états généraux, représentant les provinces, ou faut-il convoquer une Assemblée nationale, représentant l'ensemble des citoyens bataves ? Les discussions traînent en longueur aux états généraux jusqu'au mois de janvier 1796. À cette date, quelques habitants de Leeuwarden, la capitale de la Frise, arrêtent des représentants de la Frise aux états généraux et les remplacent par des représentants unitaristes. Cela suffit à faire basculer la majorité vers la décision de convoquer une Assemblée nationale pour le 1er mars 1796.
La première Assemblée nationale batave est élue dans le courant du mois de février 1796. Composée de 127 députés, elle est à majorité fédéraliste. Ce sont, pour la plupart, des hommes neufs : seuls 34 ont eu une expérience politique avant la révolution batave. Une commission constitutionnelle est instaurée, là aussi à majorité fédéraliste. Le débat dure jusqu'au mois de décembre 1796. Le 2 décembre, l'assemblée adopte un décret proclamant la « République une et indivisible », par 75 voix contre 23, dont celle de Herman Hoogewal. Le projet porte sur une république unitaire mais accordant une large autonomie aux provinces. Le gouvernement est un directoire de sept membres et le corps législatif est bicaméral. Le statu quo est adopté pour la question des dettes. Ce projet ne sera adopté que le 30 mai 1797 par l'Assemblée pour être soumis à un référendum. Projet de compromis ne satisfaisant en définitive personne, il est rejeté par le peuple batave le 8 août 1797.

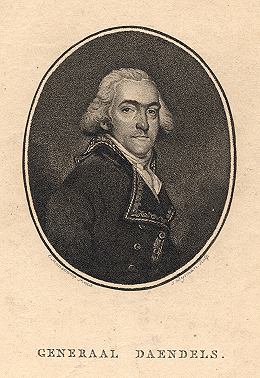
Le général Daendels.

Une nouvelle assemblée est élue dans la suite de l'annonce du rejet du projet constitutionnel. Elle se réunit pour la première fois le 1er septembre. Trois jours plus tard a lieu à Paris le coup d'État du 18 fructidor an V qui marque un virement à gauche du Directoire en invalidant les élections des députés royalistes. Les unitaristes entendent profiter de ce changement et entrent en négociations secrètes avec Paul Barras. Pierre Daunou, qui avait déjà participé à l'élaboration de la Constitution de l'an III, est chargé de rédiger un projet secret en s'inspirant de celle-ci et du projet rejeté en août. Ce nouveau projet est mis dans les mains du nouvel ambassadeur français à La Haye, Charles-François Delacroix, qui doit le faire adopter par la nouvelle assemblée. 43 députés unitaristes publient le 12 décembre une déclaration dans laquelle ils réclament l'établissement d'un gouvernement populaire responsable devant l'assemblée. Celle-ci est épurée quelques jours après l'arrivée de Delacroix, le 22 janvier 1798. Le général Daendels, avec l'aide du général Joubert, fait arrêter 18 députés fédéralistes et pousse les autres à la démission. La cinquantaine de députés restant, emmenés par Pieter Vreede, travaille à rédiger une nouvelle constitution, avec pour base la déclaration des 43 ; le projet Daunou est écarté. Le Directoire exécutif est réduit à cinq membres et le corps législatif est divisé en deux chambres, une chambre de discussion et une chambre de délibération. Les dettes sont amalgamées en une dette nationale et les provinces sont supprimées et remplacées par des départements : il s'agit de substituer un sentiment national à un sentiment provincial.
Ce projet est adopté par référendum le 25 avril. Le gouvernement provisoire se charge de convoquer un nouveau corps législatif, conformément à la nouvelle constitution. Le 4 mai, l'assemblée épurée en janvier décide, poussée par Delacroix qui agit sans ordre de Paris, que les deux tiers de ses membres seront automatiquement réélus. Le 12 juin, furieux de cet abus de pouvoir, Daendels renverse les hommes du 22 janvier et les remplace par des modérés, parmi lesquels figure Rutger Jan Schimmelpenninck, qui est envoyé à Paris à la fin de l'été comme ambassadeur.

## Succession
La République batave est remplacée en 1806 par le royaume de Hollande.

## Armée
L'ancienne armée des Provinces-Unies devient l'armée batave et est réorganisée en 1795 sur le modèle de l'armée révolutionnaire française.

#### Ouvrages
- Wayne Te Brake, Regents and Rebels, The Revolutionary World of an Eighteenth-Century Dutch City, Cambridge, Cambridge Mass, 1989, 213 p.
- Pieter Geyl, La Révolution batave, 1783 – 1798, Paris, Société des études robespierristes, 1971, 386 p.
- Annie Jourdan et Joep Leerssen (eds.), Remous révolutionnaires : République batave, armée française, Actes du colloque de Paris, Amsterdam, Amsterdam University Press, 1996, 258 p.
- Annie Jourdan, La révolution Batave, entre la France et l’Amérique (1795-1806), Presses universitaires de Rennes, 2008.
- Louis Legrand, La Révolution française en Hollande, Paris, Hachette, 1894, 398 p.
- Jean-Bernard Manger, Recherches sur les relations économiques entre la France et la Hollande pendant la Révolution française (1785-1795), Paris, Librairie ancienne Honoré Champion, 1923, 170 p.
- Simon Schama, Patriots and Liberators, Revolution in the Netherlands, 1780-1813, Londres, Collins, 1977, 744 p.

#### Articles
- Arthur Elias, « La néerlandicité de la constitution de 1798 » dans « La Révolution batave, péripétie d’une République-sœur, 1795-1813 », dans Annales historiques de la Révolution française, no 326, octobre-décembre 2001, p. 43-52.
- Annie Jourdan, « la république batave et le 18 brumaire », dans Annales historiques de la Révolution française, no 318, octobre-décembre 1999, p. 755-772.
- Annie Jourdan et Joost Rosendaal, « La révolution batave à l’entrée du troisième millénaire : nouveaux problèmes, nouvelles approches, nouveaux objets », dans Annales historiques de la Révolution française, no 326, octobre/décembre 2001, p. 1-23.
- Niek van Sas, « L’impératif patriotique, mutation conceptuelle et conjoncture politique 1795-1813 », dans Annales historiques de la Révolution française, no 326, octobre/décembre 2001, p. 25-42.